# ألكسيس فيرانت
ألكسيس فيرانت (بالإسبانية: Alexis Ferrante)‏ هو لاعب كرة قدم أرجنتيني في مركز الهجوم، ولد في 27 يونيو 1995 في بوينس آيرس في الأرجنتين. لعب مع نادي بريشيا.

## وصلات خارجية
- ألكسيس فيرانت على موقع قاعدة بيانات كرة القدم.إي يو (الإنجليزية)
- ألكسيس فيرانت على موقع Soccerway.com (الإنجليزية)
- ألكسيس فيرانت على موقع عالم كرة القدم.نت (الإنجليزية)
- ألكسيس فيرانت على موقع GSA (الإنجليزية)